# Macchia (torrente)
Il torrente Macchia è un corso d'acqua che scorre in un'ampia frattura di origine sismica a nord-ovest di Giarre, in Provincia di Catania, e sfocia nel Mar Ionio.

## Storia
Durante la Seconda guerra mondiale il ponte sul torrente Macchia presso l'omonima frazione di Giarre fu distrutto dai tedeschi che battevano in ritirata per impedire i collegamenti con San Giovanni Montebello e Sant'Alfio.
Oggi il letto del torrente è fortemente inquinato.